# U-31 (tàu ngầm Đức) (1936)
U-31 là một tàu ngầm tấn công  Lớp Type VII thuộc phân lớp Type VIIA được Hải quân Đức Quốc Xã chế tạo trước Chiến tranh Thế giới thứ hai. Nhập biên chế năm 1936, nó đã thực hiện bảy chuyến tuần tra trong chiến tranh, đánh chìm được 11 tàu buôn và hai tàu chiến phụ trợ với tổng tải trọng 27.911 gross register tons (GRT), cùng gây hư hại cho một tàu chiến. U-31 bị máy bay ném bom Anh đánh chìm tại Schillig, Friesland vào tháng 3, 1940; rồi được trục vớt, sửa chữa và hoạt động trở lại. Trong chuyến tuần tra cuối cùng, U-31 lại bị tàu khu trục Anh HMS Antelope đánh chìm bằng mìn sâu về phía Tây Bắc Ireland vào ngày 2 tháng 11, 1940.

## Thiết kế và chế tạo

### Thiết kế
Tàu ngầm Type VII được thiết kế căn bản dựa trên những kiểu tàu ngầm của Đế quốc Đức thời Chiến tranh Thế giới thứ nhất. Chúng có trọng lượng choán nước 626 t (616 tấn Anh) khi nổi và 745 t (733 tấn Anh) khi lặn), con tàu có chiều dài chung 64,51 m (211 ft 8 in), lớp vỏ trong chịu áp lực dài 45,50 m (149 ft 3 in), mạn tàu rộng 5,58 m (18 ft 4 in), chiều cao 9,50 m (31 ft 2 in) và mớn nước 4,37 m (14 ft 4 in).
Chúng trang bị hai động cơ diesel MAN M 6 V 40/46 6-xy lanh 4 thì, tổng công suất 2.100–2.310 PS (1.540–1.700 kW; 2.070–2.280 bhp) ở tốc độ vòng quay 470-485 vòng mỗi phút, cho phép đạt tốc độ tối đa 17 kn (31 km/h), và tầm hoạt động tối đa 6.200 nmi (11.500 km) khi đi tốc độ đường trường 10 kn (19 km/h). Khi đi ngầm dưới nước, chúng sử dụng hai động cơ/máy phát điện Brown, Boveri & Cie GG UB 720/8 tổng công suất 750 PS (550 kW; 740 shp). Tốc độ tối đa khi lặn là 8 kn (15 km/h), và tầm hoạt động 95 nmi (176 km) ở tốc độ 4 kn (7,4 km/h).
Vũ khí trang bị có năm ống phóng ngư lôi 53,3 cm (21 in), bao gồm bốn ống trước mũi và một ống phía đuôi, và mang theo tổng cộng 11 quả ngư lôi, hoặc tối đa 22 quả thủy lôi TMA, hoặc 33 quả TMB. Tàu ngầm Type VIIA bố trí một hải pháo 8,8 cm SK C/35 cùng một pháo phòng không 2 cm (0,79 in) trên boong tàu. Thủy thủ đoàn bao gồm 4 sĩ quan và 40-56 thủy thủ.

### Chế tạo
U-31 được đặt hàng vào ngày 1 tháng 4, 1935, rõ ràng là một vi phạm Hiệp ước Versailles do điều khoản cấm Đức sở hữu tàu ngầm. Nó được đặt lườn tại xưởng tàu của hãng AG Weser tại Bremen vào ngày 1 tháng 3, 1936, hạ thủy vào ngày 25 tháng 9, 1936, và nhập biên chế cùng Hải quân Đức Quốc Xã vào ngày 28 tháng 12, 1936 dưới quyền chỉ huy của Hạm trưởng, Đại úy Hải quân Rolf Dau.

## Lịch sử hoạt động

### 1939

#### Chuyến tuần tra thứ nhất
U-31 là một trong số rất ít tàu ngầm U-boat được phái sang khu vực biển Baltic thay vì Đại Tây Dương vào lúc Thế Chiến II sắp nổ ra. Nó khởi hành từ Memel (nay là Klaipėda thuộc Litva) vào ngày 27 tháng 8, 1939 dưới quyền chỉ huy của Đại úy Hải quân Johannes Habekost, nhưng chuyến tuần tra đầu tiên trong chiến tranh nhanh chóng kết thúc khi Hải quân Ba Lan bị tiêu diệt. U-31 quay về cảng Wilhelmshaven vào ngày 2 tháng 9.

#### Chuyến tuần tra thứ hai
Khởi hành từ Wilhelmshaven vào ngày 9 tháng 9 cho chuyến tuần tra thứ hai, U-31 cùng với U-35 được lệnh xâm nhập thẳng vào Đại Tây Dương ngang qua eo biển Manche để tiết kiệm thời gian. Tại vùng biển về phía Tây Nam Ireland vào ngày 15 tháng 9, nó phát hiện Đoàn tàu OB 4, đoàn tàu vận tải đầu tiên trong Thế Chiến II, và báo cáo vị trí đoàn tàu cho Chuẩn đô đốc Karl Dönitz, Tư lệnh lực lượng tàu ngầm Đức. Dönitz đã ra lệnh cho mọi tàu ngầm hiện diện trong khu vực tập trung tấn công OB 4. U-31 đã đánh chìm chiếc tàu buôn Anh SS Aviemore 4.060 GRT vào ngày 16 tháng 9, và sau đó đánh chìm thêm chiếc Hazelside 4.646 GRT vào ngày 24 tháng 9 trước khi quay trở về Wilhelmshaven vào ngày 2 tháng 10.

#### Chuyến tuần tra thứ ba
U-31 lại xuất phát từ Wilhelmshaven vào ngày 21 tháng 10 cho chuyến tuần tra thứ ba, với nhiệm vụ rải thủy lôi phong tỏa các vị trí neo đậu của Hạm đội Nhà Hải quân Hoàng gia Anh. Vào ngày 27 tháng 10, nó rải một bãi 18 quả thủy lôi TMB tại Loch Ewe, Scotland, rồi quay trở về Wilhelmshaven vào ngày 31 tháng 10. Bãi mìn do U-31 rải đã khiến thiết giáp hạm HMS Nelson (33.950 tấn) bị hư hại vào ngày 4 tháng 12; và sau đó các tàu chiến phụ trợ HMS Glen Albyn 82 GRT và HMS Promotive 78 GRT cùng bị đắm vào ngày 23 tháng 12.

#### Chuyến tuần tra thứ tư
Khởi hành từ Wilhelmshaven vào ngày 19 tháng 11 cho chuyến tuần tra thứ tư, U-31 đi đến Bắc Hải để hoạt động tại khu vực phía Đông Scotland. Nó đã lần lượt đánh chìm tàu buôn Na Uy Arcturus 1.277 GRT vào ngày 1 tháng 12; tàu buôn Đan Mạch Ove Taft 2.135 GRT vào ngày 3 tháng 12; các tàu buôn Na Uy Gimle 1.271 GRT và Primula 1.024 GRT cùng vào ngày 4 tháng 12; tàu buôn Estonia Agu 1.575 GRT và tàu buôn Thụy Điển Vinga1.974 GRT cùng vào ngày 6 tháng 12. Nó kết thúc chuyến tuần tra và quay trở về Wilhelmshaven vào ngày 11 tháng 12.

### 1940

#### Chuyến tuần tra thứ năm
Trong chuyến tuần tra thứ năm, cùng xuất phát và kết thúc tại Wilhelmshaven, kéo dài từ ngày 15 tháng 1 đến ngày 4 tháng 2, 1940, U-31 đã rải 12 quả thủy lôi TMC tại Loch Ewe, Scotland vào ngày 21 tháng 1.

#### Bị đánh chìm lần thứ nhất
Sau chuyến tuần tra thứ năm, vào ngày 11 tháng 3, 1940, đang tiến hành một chuyến chạy thử máy khi nó chịu đựng đợt không kích của Không quân Hoàng gia Anh (RAF) xuống khu vực cửa biển Schillig, Friesland. Nó trúng bốn quả bom từ một máy bay ném bom Bristol Blenheim thuộc Liên đội RAF 82, và đắm tại tọa độ 53°37′B 08°10′Đ / 53,617°B 8,167°Đ với tổn thất 58 người trên tàu, bao gồm mười một công nhân xưởng tàu và hai trợ lý kỹ thuật của chi hạm đội. Chiếc tàu ngầm được trục vớt vào cuối tháng đó, được sửa chữa và hoạt động trở lại vào ngày 30 tháng 7, 1940 dưới quyền chỉ huy của hạm trường mới, Đại úy Hải quân Wilfried Prellberg.

#### Chuyến tuần tra thứ sáu
U-31 xuất phát từ Wilhelmshaven vào ngày 16 tháng 9 cho chuyến tuần tra thứ sáu, đi đến Bắc Hải, rồi băng qua khe GIUK giữa các quần đảo Faroe và Shetland để tiến vào khu vực Đại Tây Dương và hoạt động tại khu vực phía Tây Bắc Scotland và Ireland. Nó đã đánh chìm chiếc Union Jack81 GRT vào ngày 22 tháng 9, và tàu buôn Na Uy Vestvard4.319 GRT vào ngày 27 tháng 9. Sang ngày hôm sau 28 tháng 9, nó phát hiện một tàu ngầm đối phương nên lặn xuống ẩn nấp, né tránh được một quả ngư lôi đối phương phóng ra. Đến ngày 30 tháng 9, một tàu ngầm đối phương lại tấn công với hai quả ngư lôi lúc 03 giờ 16 phút, nhưng cũng không trúng đích. Kết thúc chuyến tuần tra, U-31 đi đến cảng Lorient, tại nước Pháp vừa bị chiếm đóng sau khi Pháp thua trận, vào ngày 8 tháng 10. Tuy nhiên lúc còn cách cảng Lorient chỉ có 15 mi (24 km), U-31 tiếp tục phải cơ động né tránh bốn quả ngư lôi phóng ra từ chiếc tàu ngầm Anh HMS Trident, rồi lặn xuống né tránh hải pháo của tàu ngầm đối phương trước khi cặp cảng an toàn. 

#### Chuyến tuần tra thứ bảy - Bị đánh chìm lần thứ hai
U-31 khởi hành từ cảng Lorient vào ngày 19 tháng 10 cho chuyến tuần tra thứ bảy, cũng là chuyến cuối cùng, tại Khu vực Tiếp cận phía Tây. Một ngày sau khi xuất phát 20 tháng 10, một tàu ngầm Anh đã phóng ngư lôi tấn công U-31 nhưng không thành công. Đến ngày 29 tháng 10, nó đánh chìm tàu buôn Anh Matina 5.389 GRT.
Vào ngày 2 tháng 11, 1940, U-31 trúng mìn sâu thả từ tàu khu trục HMS Antelope, và đắm tại vị trí về phía Tây Bắc Ireland. Hai thành viên thủy thủ đoàn đã tử trận, 44 (hoặc 43) người sống sót đã bị bắt làm tù binh chiến tranh.

### Tóm tắt chiến công
U-31 đã đánh chìm mười một tàu buôn đối phương tổng tải trọng 27.751 GRT cùng hai tàu chiến phụ trợ tải trọng 160 GRT. Một quả thủy lôi do U-31 rải đã gây hư hại cho thiết giáp hạm HMS Nelson:
| Ngày              | Tên tàu        | Quốc tịch              | Tải trọng | Số phận            |
| ----------------- | -------------- | ---------------------- | --------- | ------------------ |
| 16 tháng 9, 1939  | Aviemore       | Anh Quốc               | 4.060     | Bị đánh chìm       |
| 24 tháng 9, 1939  | Hazelside      | Anh Quốc               | 4.646     | Bị đánh chìm       |
| 1 tháng 12, 1939  | Arcturus       | Norway                 | 1.277     | Bị đánh chìm       |
| 3 tháng 12, 1939  | Ove Taft       | Denmark                | 2.135     | Bị đánh chìm       |
| 4 tháng 12, 1939  | Gimle          | Norway                 | 1.271     | Bị đánh chìm       |
| 4 tháng 12, 1939  | HMS Nelson     | Hải quân Hoàng gia Anh | 33.950    | Bị hư hại (mìn)    |
| 4 tháng 12, 1939  | Primula        | Norway                 | 1.024     | Bị đánh chìm       |
| 6 tháng 12, 1939  | Agu            | Estonia                | 1.575     | Bị đánh chìm       |
| 6 tháng 12, 1939  | Vinga          | Sweden                 | 1.974     | Bị đánh chìm       |
| 23 tháng 12, 1939 | HMS Glen Albyn | Hải quân Hoàng gia Anh | 82        | Bị đánh chìm (mìn) |
| 23 tháng 12, 1939 | HMS Promotive  | Hải quân Hoàng gia Anh | 78        | Bị đánh chìm (mìn) |
| 22 tháng 9, 1940  | Union Jack     | Faroe Islands          | 81        | Bị đánh chìm       |
| 27 tháng 9, 1940  | Vestvard       | Norway                 | 4.319     | Bị đánh chìm       |
| 29 tháng 10, 1940 | Matina         | Anh Quốc               | 5.389     | Bị đánh chìm       |